# Herbert L. Breiner
Herbert Ludwig Breiner (* 29. Oktober 1929 in Bobenthal; † 25. April 2024) wirkte während seiner beruflichen Tätigkeit in Frankenthal (Pfalz) als Lehrer für gehörlose Menschen. Er entwickelte dort aus der Pfälzischen Gehörlosenschule das Pfalzinstitut für Hörsprachbehinderte, das heute Pfalzinstitut für Hören und Kommunikation heißt, und war von 1969 bis 1993 dessen Direktor. 

## Leben

### Familie und Ausbildung
Breiner stammt aus einer ländlich geprägten südpfälzischen Familie und war verheiratet. Mit seiner Ehefrau hat er vier Kinder.
Nach dem Besuch der Gymnasien im nordelsässischen Wissembourg sowie in Landau in der Pfalz studierte Breiner Pädagogik und legte 1951 die Staatsprüfung für das Lehramt an Volksschulen ab. Nach Weiterbildung absolvierte er 1955 die Staatsprüfung für das Lehramt an Gehörlosen-, Schwerhörigen- und Sprachheilschulen, 1959 folgte die Diplom-Hauptprüfung für Psychologie an der Universität Heidelberg. 1965 wurde er an der Philosophischen Fakultät der Universität Heidelberg im Hauptfach Psychologie mit der Note „summa cum laude“ zum Doktor der Philosophie promoviert.

### Beruf
Beruflich befasste sich Breiner speziell mit dem Gehörsinn und unterrichtete ab 1951 an der 1825 von dem Gehörlosenlehrer Augustin Violet gegründeten Pfälzischen Gehörlosenschule Frankenthal. Als Projektleiter übernahm er einen Forschungsauftrag der Deutschen Forschungsgemeinschaft zur Schallanalyse und elektrokutanen Schallvermittlung. Das Projekt mündete schließlich in die Entwicklung des Cochlea-Implantats. Seine fundierten Kenntnisse der französischen Sprache ermöglichten Breiner auch das Arbeiten am DIPF Leibniz-Institut für Bildungsforschung und Bildungsinformation in Frankfurt am Main.
An seinem hauptsächlichen Wirkungsort Frankenthal entwickelte er die Pfälzische Gehörlosenschule zum Pfalzinstitut für Hörsprachbehinderte und wurde 1969 dessen Direktor. Er leitete das Institut bis 1993, als er in den Ruhestand trat. Mit seiner Leitung verbunden sind die modellhafte Einrichtung von Beratung, die Hausspracherziehung, ein Sonderkindergarten, die differenzierte Ganztagsschule bis Fachabitur, die Vorhaltung von Internatsplätzen, die berufliche Ausbildung mit Werkstätten sowie nachschulischer Betreuung. Seine Ideen wurden im gesamten damaligen Regierungsbezirk Rheinhessen-Pfalz umgesetzt. Im Auftrag des Bundesministeriums für Bildung und Forschung war Breiner zudem Leiter des mehrjährigen Forschungsprojekts „Lautsprachliche Förderung Gehörloser unter Einbeziehung der vor- und nachschulischen Zeit“. Während seiner Tätigkeit in Frankenthal war er auch Dozent an den Hochschulen Heidelberg und Mainz.
Breiner erwarb Patente zum Verfahren einer mechanokutanen Vermittlung von Schall über die Haut (MKS), zu Gesetzmäßigkeiten lautsprachlicher Artikulation und zu Verfahren der lautsprachlichen Gestik und Mimik (SGM). Er entwickelte das Konzept der präventiven Integration, führte das Mediatorenmodell ein und wurde Gründungspräsident des Bundesverbands Lautsprache und Integration für Gehörlose und Schwerhörige e. V.

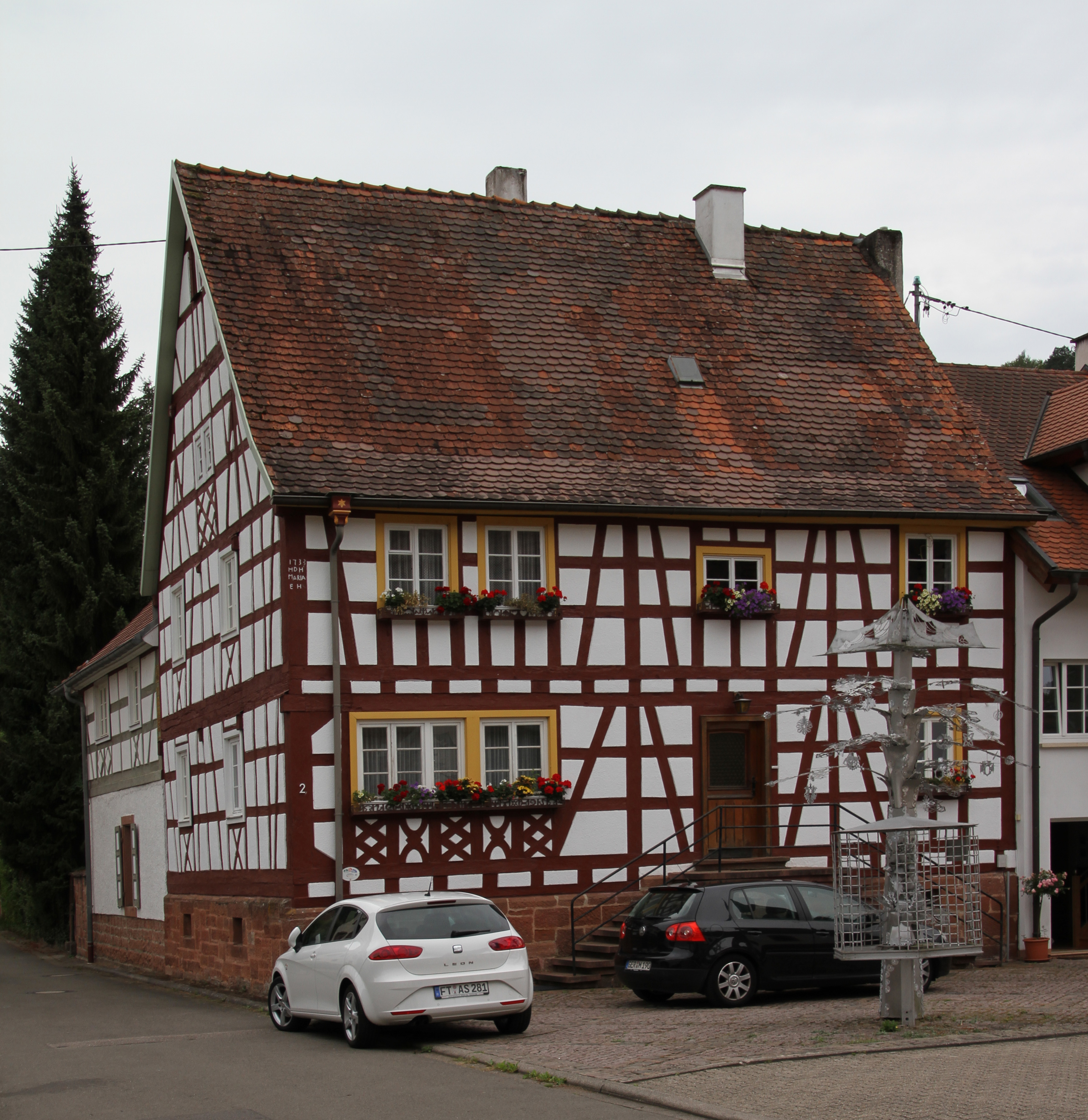
Kulturdenkmal von 1733:
Breiners Elternhaus

### Ruhestand
Nach seiner Pensionierung widmete sich Breiner historisch-kulturellen Beschäftigungen und fertigte als Künstler Skulpturen. Sein Elternhaus in Bobenthal, das im Jahr 1733 erbaut wurde, hat er Mitte der 1990er Jahre in Eigenarbeit originalgetreu restauriert. Es ist heute Kulturdenkmal, siehe Liste der Kulturdenkmäler in Bobenthal. Damals gründete er die Aktionsgemeinschaft Bobenthal–St. Germanshof e. V., deren Vorsitzender er wurde und bis 2016 blieb.
Als überzeugter Europäer veröffentlichte er zur Errichtung des Europadenkmals bei Sankt Germanshof mehrere Schriften, startete eine Finanzierungskampagne und übernahm ehrenamtlich die Anlagearbeiten für besagtes Denkmal teilweise in körperlicher Eigenleistung.
Die Aktionsgemeinschaft  befasst sich mit dem historischen Erbe der deutsch-französischen Grenzregion und hat unter anderem die zwölf „Apostelwege“ geschaffen, die 2010 in das Wanderwegekonzept der Südpfälz aufgenommen wurden.
Herbert Ludwig Breiner verstarb im April 2024 im Alter von 94 Jahren.

## Werke
Breiner hat neben zahlreichen Broschüren und Monographien 17 Bücher allein herausgegeben, bei einem weiteren war er Mitautor. Hier aufgeführt werden:
- Zur Möglichkeit elektrokutaner Schallvermittlung. Inaugural-Dissertation, Heidelberg 1964.
- Lautsprachliche Kommunikation und ihre Beeinträchtigungen – Praxis der Hör-Sprechbefähigung Gehörloser und Schwerhöriger. Silanus Verlag, Frankenthal 2000, ISBN 3-00-004596-1.

## Ehrungen
Für seine Verdienste erhielt Breiner u. a. das Bundesverdienstkreuz am Bande sowie den Verdienstorden des Landes Rheinland-Pfalz.